# 兄妹初體驗！
《兄妹初體驗！》（日语：兄妹はじめました!）是日本漫畫家愁☆一樹的一部四格漫畫作品。在芳文社的漫畫雜誌《Manga Time Kirara MAX》2004年7月號至2009年9月號上連載，單行本全4卷。

## 劇情簡介
自小就是青梅竹馬的茜和葵，因為彼此父母的再婚，突然成為兄妹。13年過去了，已經成為高中生的茜和葵每天都如兄妹一樣生活在一起，而茜的對葵的心意卻不斷上昇……

## 登場角色
高坂茜
本作主角之一。高坂家的長子，葵的哥哥。18歲。非常喜歡和疼愛葵，且戀妹情結還不斷上昇，雖然葵完全不予理會，但是他為了葵可以做很多事情，是個很有責任感的哥哥。
料理社的社員，但是已經完全忘記自己加入了該社，被稱為「幽靈社員」。和綠葉是好友。
高坂葵
本作主角之一。高坂家的長女，比茜小1歲的妹妹，原姓松山。17歲。精明能幹可靠，負責打理家中的日常事務，包括財務分配和開支等，對錢財十分精打細算。很關心茜，許多事情都會特意考慮到哥哥，同時也對他有許多要求。
頭上左側戴著一個貓咪髮飾，髮飾的表情還會隨著葵的心情而改變。胸部較小。喜歡吃螃蟹。
料理社的社員。和萌蔥是好友。
大山萌蔥
葵的同班同學，綠葉的妹妹。是個永遠都樂天開朗、天真爛漫的少女，有時還會暴走；是眾人歡樂的源泉。喜歡茜。身材豐滿。
料理設的社員。和葵是好友。
大山綠葉
茜的同班同學，萌蔥的哥哥。與妹妹一樣樂天，但是十分懶散、漫不經心，可以隨時隨地睡著。喜歡葵。
和茜一樣是料理社的「幽靈社員」。和茜是好友。
若葉弧金
葵和萌蔥的同班同學，萌蔥的鄰居和青梅竹馬。性格沉穩，表情一般十分嚴肅，不言茍笑。喜歡萌蔥，對她提出的要求一般都會默然接受，卻總被萌蔥忽略。
在嵐山兄妹加入之前是料理社唯一活躍的男社員。
朝霞真紅
茜和綠葉的同班同學。身材嬌小，頭上戴著兔耳狀的髮飾。喜歡綠葉。
料理社社長，做料理十分了得，對家事也是萬能，而且熱心幫助和照顧他人，是葵和萌蔥等人尊敬的學姊。
嵐山真黑
真白的雙胞胎哥哥，在第2卷登場。身材矮小，性格善良好為他人著想。
轉學至大家所在的學校就讀，而且加入了料理社。
嵐山真白
真黑的雙胞胎妹妹，在第2卷登場。身材矮小，平時個性很溫柔，但是對著茜時態度會不友善。
轉學至大家所在的學校就讀，而且加入了料理社。

## 出版書籍
| 冊數 | 芳文社        | 芳文社                 | 尖端出版社     | 尖端出版社           |
| 冊數 | 發售日期      | ISBN                   | 發售日期       | EAN                  |
| ---- | ------------- | ---------------------- | -------------- | -------------------- |
| 1    | 2006年3月27日 | ISBN 4-8322-7569-0     | 2007年9月21日  | EAN 471-7702-21404-3 |
| 2    | 2007年4月11日 | ISBN 978-4-8322-7622-2 | 2008年12月31日 | EAN 471-7702-22266-6 |
| 3    | 2008年6月28日 | ISBN 978-4-8322-7706-9 | 2009年7月1日   | EAN 471-7702-21405-0 |
| 4    | 2009年9月26日 | ISBN 978-4-8322-7843-1 | 2010年8月4日   | EAN 471-7702-23404-1 |

## 外部連結
- 作者官方網站（页面存档备份，存于）